# Caia quernea
Caia quernea är en insektsart som beskrevs av Williams 1963. Caia quernea ingår som enda art i släktet Caia och familjen pansarsköldlöss.
Artens utbredningsområde är Pakistan. Inga underarter finns listade i Catalogue of Life.